# Красный Пахарь (Могилёвская область)
Красный Пахарь — деревня в составе Головчинского сельсовета Белыничского района Могилёвской области Республики Беларусь.

## Географическое положение
Ближайшие населённые пункты: Малый Трилесин, Калинина, Отрядное.